# Elecciones estatales de Nuevo León de 1997
Las elecciones estatales de Nuevo León de 1997 se llevaron a cabo el domingo 6 de julio de 1997, simultáneamente con las Elecciones federales, en ellas se renovaron los siguientes cargos de elección popular en el estado mexicano de Nuevo León:
- Gobernador de Nuevo León. Titular del Poder Ejecutivo del estado, electo para un periodo de seis años no reelegibles en ningún caso, el candidato electo fue Fernando Canales Clariond.
- 51 ayuntamientos: Compuestos por un Presidente Municipal y regidores, electos para un periodo de tres años no reelegibles para un período inmediato
- 42 diputados del Congreso del Estado: 26 electos de manera directa por cada uno de los Distritos Electorales y 16 por un sistema de listas bajo el principio de representación proporcional.

## Resultados electorales

### Gobernador
|  | 48.60 % |

|  | 41.98 % |

|  | 5.86 % |

|  | 3.16 % |

|  | 0.27 % |

|  | 0.14 % |

|  | 0.19 % |

|  | 0.00 % |

|  | 0.00 % |

Fuente: Instituto de Mercadotecnia y Opinión

### Ayuntamientos
| Partido/Alianza | Partido/Alianza                      | Municipios |
| --------------- | ------------------------------------ | ---------- |
| 2opx            | Partido Acción Nacional              | 15         |
| 2opx            | Partido Revolucionario Institucional | 34         |
|                 | Partido del Trabajo                  | 1          |
|                 | Alianza Democrática (PRD, PVEM)      | 0          |
|                 | Partido Demócrata Mexicano           | 0          |
|                 | Partido Popular Socialista           | 0          |
|                 | Partido Cardenista                   | 0          |

Fuente: Instituto de Mercadotecnia y Opinión

#### Ayuntamiento de Monterrey
- Jesús María Elizondo González  Hecho

#### Ayuntamiento de San Nicolás
- Jorge Luis Hinojosa Moreno  Hecho

#### Ayuntamiento de Garza García
- María Teresa García Segovia  Hecho

#### Ayuntamiento de Gral. Terán
- Hernán Javier Cantú Vaquero  Hecho

#### Ayuntamiento de Cadereyta Jiménez
- José Juan Cantú Garcia  Hecho

#### Ayuntamiento de Apodaca
- Jesús Rafael García Garza  Hecho

#### Ayuntamiento de Abasolo
- Severa Cantú Villarreal  Hecho

#### Ayuntamiento de Gral. Escobedo
- Abel Guerra Garza  Hecho

#### Ayuntamiento de Cerralvo
- César René Quintanilla González  Hecho

#### Ayuntamiento de Guadalupe
- Rogelio Benavides Chapa  Hecho

#### Ayuntamiento de Linares
- Fernando Adame Doria  Hecho

#### Ayuntamiento de Anáhuac
- Mucio Mauricio Gallegos  Hecho

#### Ayuntamiento de Santa Catarina
- Teresa García de Sepúlveda  Hecho

#### Ayuntamiento de Sabinas Hidalgo
- Gilberto Hernández Garza  Hecho

#### Ayuntamiento de Salinas Victoria
- Ismael de la Garza Miranda  Hecho

#### Ayuntamiento de García
- Eduardo Arguijo Baldenegro  Hecho

#### Ayuntamiento de Lampazos de Naranjo
- Eusebio González Quiroga  Hecho

#### Ayuntamiento de Santiago
- Eduardo Manuel García Garza  Hecho

#### Ayuntamiento de Mina
- Juan Elías Villarreal González  Hecho

#### Ayuntamiento de Zaragoza
- Ismael Rojas Vázquez  Hecho

#### Ayuntamiento de Galeana
- Crescencio Reyes Torres  Hecho

#### Ayuntamiento de China
- Noé Leal González  Hecho

#### Ayuntamiento de Hualahuises
- Santos Javier García García  Hecho

#### Ayuntamiento de Aramberri
- José Eligio del Toro Orozco  Hecho

#### Ayuntamiento de Iturbide
- Carlos Romeo Martínez Soto  Hecho

#### Ayuntamiento de Montemorelos
- Hernán Soto Gómez  Hecho

#### Ayuntamiento de Juárez
- José Luis Carrión Álvarez  Hecho

#### Ayuntamiento de Marín
- María Amalia González González Hecho

#### Ayuntamiento de Doctor Coss
- Delia Rangel Ríos  Hecho

#### Ayuntamiento de Doctor Arroyo
- José Luis Muñiz Álvarez  Hecho

#### Ayuntamiento de Mier y Noriega
- Ignacio Méndez Rosales  Hecho

#### Ayuntamiento de Ciénega de Flores
- Juan José Cárdenas Villarreal  Hecho

#### Ayuntamiento de Doctor González
- Reynaldo Escamilla Rodríguez  Hecho

#### Ayuntamiento de Agualeguas
- Vicente Canales Cantú  Hecho

#### Ayuntamiento de Melchor Ocampo
- Ponciano López Ramos  Hecho

#### Ayuntamiento de Rayones
- Arturo Reyes Valdés  Hecho